# Papa Molina
Ramón Antonio Molina Pacheco, más conocido como Papa Molina (Moca, República Dominicana,  19 de diciembre de 1925–Santo Domingo, 5 de agosto de 2020) fue un músico y director de orquesta dominicano.

## Biografía
Aprendió solfeo y teoría musical  con Arístides Rojas en la Academia municipal de música en Moca, su ciudad natal. Tiempo después ingresó como  en la banda municipal.  También se desempeñó como profesor de solfeo.
En 1942, entró como primera trompeta en la célebre Orquesta San José, que realizaba sus presentaciones radiales a través de  La Voz del Yuna. Tiempo más tarde,  Molina pasó a ser director de dicha orquesta, la cual llenó una época dentro de la música bailable en la denominada Era de Trujillo.
Papa Molina ha sido compositor de  populares piezas dentro de la música popular como es el caso del bolero Evocación, interpretado por la orquesta de Billo Frómeta y de obras de carácter sinfónico como  Tres imágenes folklóricas.

## Vida personal
Molina estuvo casado con la folclorista Josefina Miniño, ambos padres del director sinfónico José Antonio Molina.

## Discografía
- 1952, En Memoria de Tu Amor.
- 1954, Está Sellado.
- 1956, Merenchanga Pa' la Pachanga.
- 1960, A Bailar Señores.
- 1961, Santo Domingo Sings
- 1962, Quisqueya Canta.
- 1967, Papa Molina y la Orquesta San José.
- 1977, Merengues Tradicionales.
- 1977, Merengues de Siempre.
- 1984, Merengues Clásicos de la Historia.